# توم ويلسون (لاعب هوكي الجليد)
توم ويلسون (بالإنجليزية: Tom Wilson)‏ (و. 1994  م) هو لاعب هوكي الجليد، من كندا، ولد في تورونتو، مركز لعبه هو جناح ‏.

## روابط خارجية
- توم ويلسون على موقع دوري الهوكي الوطني (الإنجليزية)
- توم ويلسون على موقع EliteProspects.com (الإنجليزية)
- توم ويلسون على موقع HockeyDB.com (الإنجليزية)
- توم ويلسون على موقع Hockey-Reference.com (الإنجليزية)